# Univerzální hnědá omáčka
Univerzální hnědá omáčka (zkráceně UHO) je lidový pojem pro tmavou omáčku, která byla podávána v československých závodních a školních jídelnách. Základními ingrediencemi bývá vývar z kostí, cibule, hladká mouka, tuk, sůl a pepř. Jejich vzájemný poměr a způsob zpracování má mnoho variant. Dnes se méně často, ale stále, pod názvem cibulová omáčka podává například ke španělskému ptáčku.
Hnědá omáčka připravovaná obdobným způsobem je známa i v jiných zemích, například v angličtině je označována jako gravy, v němčině jako Bratensauce („omáčka z pečeně“), ve francouzštině Sauce au jus de viande („omáčka à la masová šťáva“). Podobá se jí také francouzská Sauce brune, která je oblíbena též v severských zemích.
Gravy je typickou součástí britské kuchyně a připravuje se ze šťávy uvolněné při pečení masa, vypečeného tuku a vývaru, které jsou následně zahuštěny moukou nebo škrobem. Barví se pomocí gravy browning, barviva z karamelu, melasy a koření, a může být také ochucena červeným vínem. Je chuťově výraznější než UHO díky použití výpeku. Podává se například k nedělní pečeni, bramborové kaši, Yorkshirskému pudinku a ve Spojených státech ke krocanovi na Díkuvzdání. Kromě domácí přípravy od základu ji lze také koupit jako polotovar ve formě granulí.